# مواقع سجون المنافي
مواقع السجون الأسترالية أو مواقع سجون المنافي هي أحد مواقع التراث العالمي التي تتكون من 11 موقعًا عقابيًا متبقًا تم بناؤها في الأصل داخل الإمبراطورية البريطانية خلال القرنين الثامن عشر والتاسع عشر على شرائط ساحلية أسترالية خصبة في مدن سيدني وتسمانيا ونورفولك وفريمانتل ؛ يمثل الآن "... أفضل الأمثلة الباقية على الترحيل واسع النطاق للمدانين والتوسع الاستعماري للقوى الأوروبية من خلال وجود وعمل المحكوم عليهم."
تم إدراج جميع هذه المواقع بشكل فردي في قائمة التراث الوطني الأسترالي قبل إدراجها في قائمة التراث العالمي.
بدأت الاستعدادات في عام 1995، وتم ترشيح التراث العالمي لأول مرة في يناير 2008. فشلت تلك المحاولة، وتمت إعادة صياغة الترشيح لاحقًا.

## المواقع العقابية
المواقع العقابية الأحد عشر التي تشكل المواقع المدرجة في قائمة التراث العالمي لمواقع المدانين الأسترالية هي:  

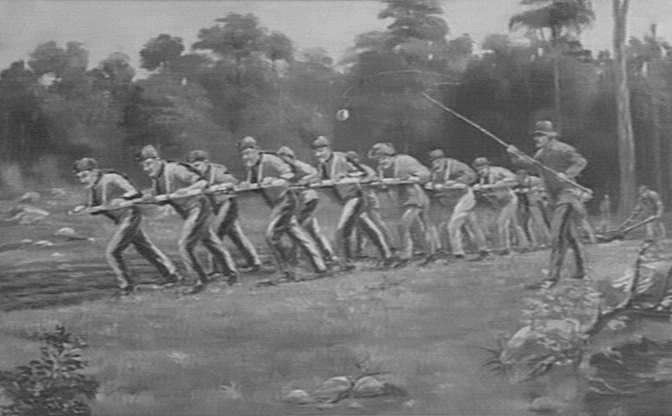
فريق حرث مدان يشق أرضية جديدة - بورت آرثر

| ترميز    | اسم                                | صورة | منطقة            | امتداد                                                     | إحداثيات                                        |
| -------- | ---------------------------------- | ---- | ---------------- | ---------------------------------------------------------- | ----------------------------------------------- |
| 1306-00  | منطقة كينغستون ووادي آرثر التاريخي |      | جزيرة نورفولك    | منطقة الحماية: 225 هكتار.                                  | 29°03′12″S 167°57′31″E / 29.05333°S 167.95861°E |
| 1306-001 | مقر الحكومة القديم في باراماتا     |      | نيو ساوث ويلز    | منطقة الحماية: 37.25 هكتار. منطقة الاحترام: 29.03 هكتار.   | 33°48′35″S 150°59′45″E / 33.80972°S 150.99583°E |
| 1306-002 | ثكنات هايد بارك                    |      | نيو ساوث ويلز    | منطقة الحماية: 0.5 هكتار.                                  | 33°52′10″S 151°12′45″E / 33.86944°S 151.21250°E |
| 1306-003 | عقارات بريكندون وولمرز             |      | تسمانيا          | منطقة الحماية: 233.52 هكتار. منطقة الاحترام: 322.08 هكتار. | 41°37′30″S 147°8′30″E / 41.62500°S 147.14167°E  |
| 1306-004 | مركز دارلينجتون للمراقبة           |      | تسمانيا          | منطقة الحماية: 361 هكتار. منطقة الاحترام: 1968.28 هكتار.   | 42°34′54″S 148°4′12″E / 42.58167°S 148.07000°E  |
| 1306-005 | طريق الشمال العظيم                 |      | نيو ساوث ويلز    | منطقة الحماية: 258.64 هكتار.                               | 33°22′42″S 150°59′40″E / 33.37833°S 150.99444°E |
| 1306-006 | سجن كاسكيدز للنساء                 |      | تسمانيا          | منطقة الحماية: 0.6 هكتار. منطقة الاحترام: 7.09 هكتار.      | 42°53′37″S 147°17′57″E / 42.89361°S 147.29917°E |
| 1306-007 | موقع بورت آرثر التاريخي            |      | تسمانيا          | منطقة الحماية: 146 هكتار. منطقة الاحترام: 1216.51 هكتار.   | 43°8′52″S 147°51′5″E / 43.14778°S 147.85139°E   |
| 1306-008 | الموقع التاريخي لمناجم الفحم       |      | تسمانيا          | منطقة الحماية: 214 هكتار. منطقة الاحترام: 138.47 هكتار.    | 42°59′1″S 147°42′59″E / 42.98361°S 147.71639°E  |
| 1306-009 | موقع سجن جزيرة كوكاتو              |      | نيو ساوث ويلز    | منطقة الحماية: 20 هكتار. منطقة الاحترام: 47.22 هكتار.      | 33°50′51″S 151°10′19″E / 33.84750°S 151.17194°E |
| 1306-010 | سجن فريمانتل                       |      | أستراليا الغربية |                                                            | 32°03′18″S 115°45′13″E / 32.05500°S 115.75361°E |

## معرض الصور

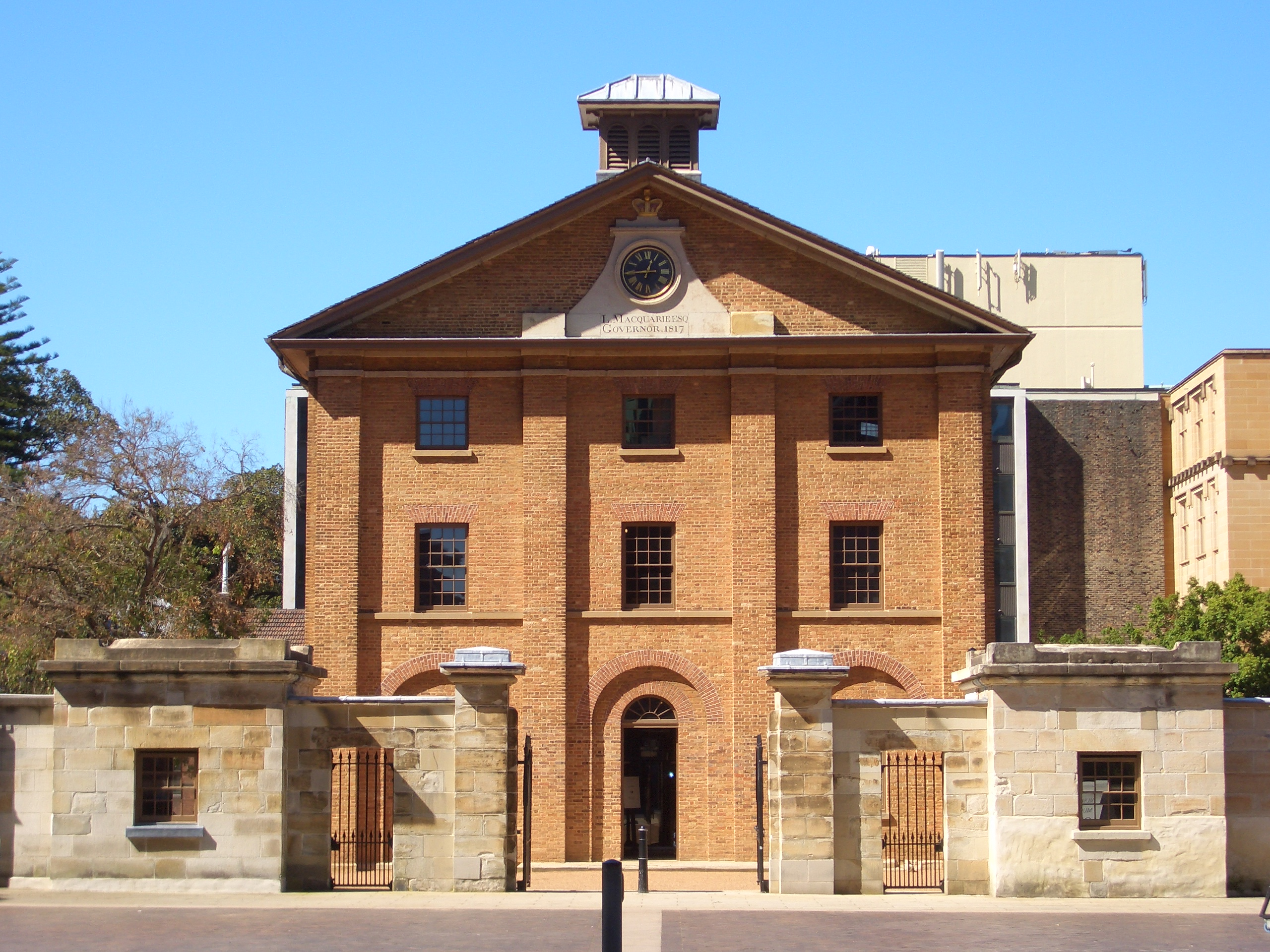
ثكنات هايد بارك ، سيدني.
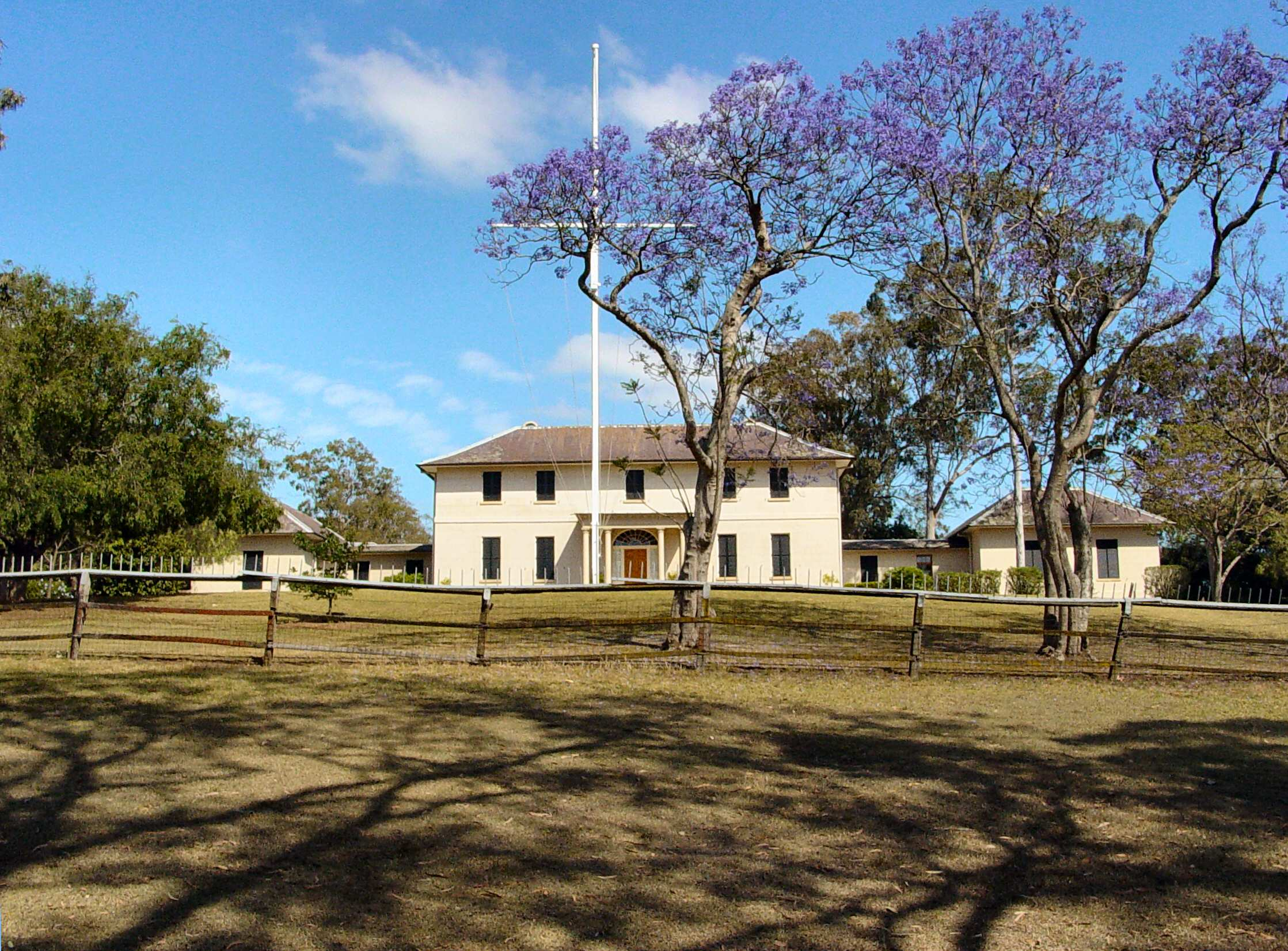
مقر الحكومة القديم ، باراماتا.
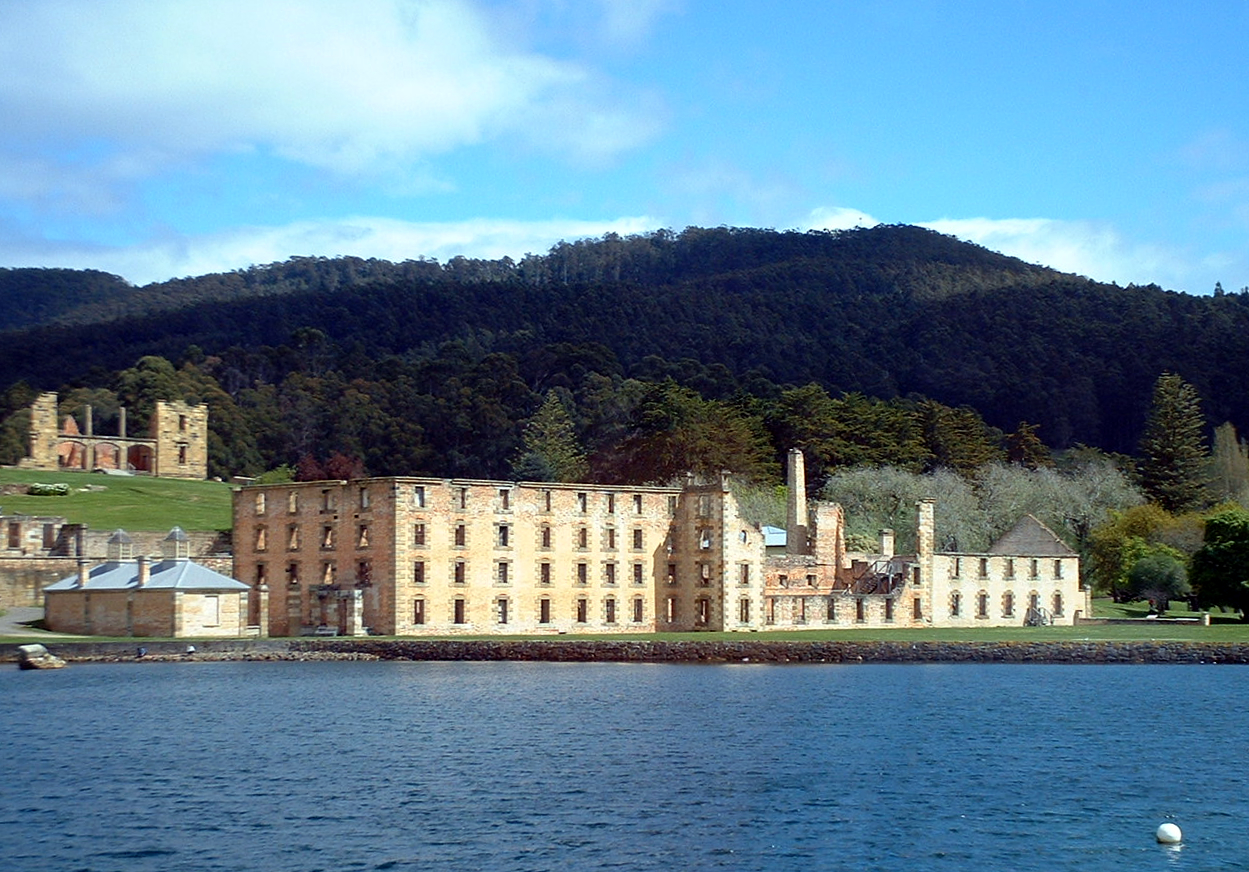
بورت آرثر ، تسمانيا.
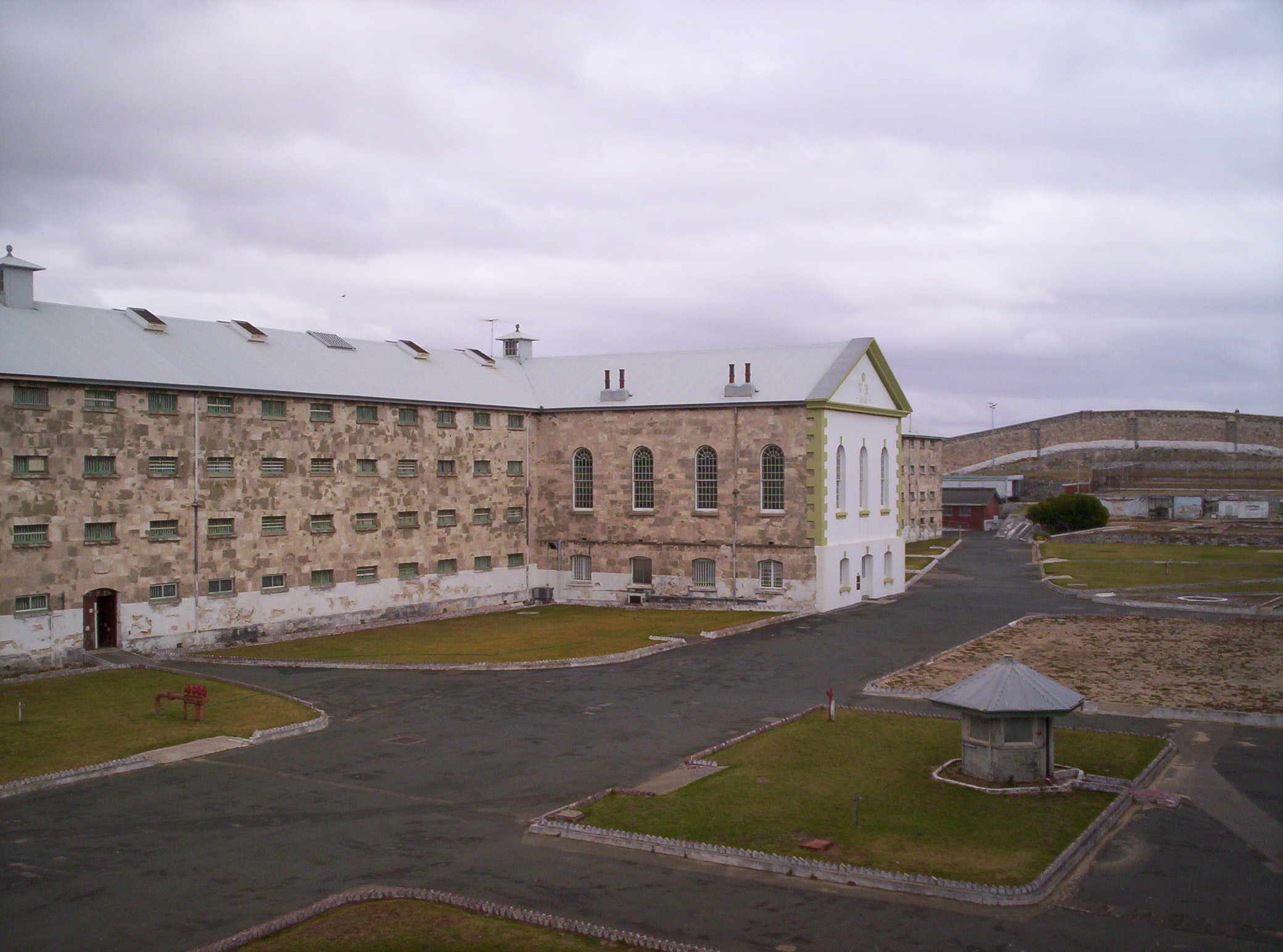
سجن فريمانتل.

## معايير الإدراج
من بين أكثر من 3000 موقع إدانة متبقي في أستراليا، تم اختيار 11 موقعًا لتشكيل مواقع المدانين الأسترالية كأمثلة بارزة لعصر المحكوم عليهم في العالم التي تفي بمعايير اختيار التراث العالمي الرابع والسادس، على النحو التالي:
| معايير اختيار التراث العالمي | معايير اختيار التراث العالمي                                               | معايير اختيار التراث العالمي |
| رقم المعايير                 | وصف                                                                        | الاقتباس |
| ---------------------------- | -------------------------------------------------------------------------- | --- |
| المعيار الرابع               | مجموعة المباني / العمارة وما إلى ذلك، مما يوضح مرحلة مهمة في تاريخ البشرية | "مثال استثنائي على التهجير القسري للمدانين - مرحلة مهمة من تاريخ البشرية".                                                      |
| المعيار السادس               | مرتبطة بشكل مباشر أو ملموس بأحداث ووقائع، ذات أهمية عالمية بارزة           | "مثال غير عادي للأفكار والتطورات العالمية المرتبطة بمعاقبة وإصلاح العناصر الإجرامية للإنسانية خلال عصر التنوير والعصر الحديث ". |